# Le Secret de Rosette Lambert
Le Secret de Rosette Lambert er en fransk stumfilm fra 1920 af Raymond Bernard.

## Medvirkende
- Lois Meredith som Rosette Lambert
- Sylvia Grey som Claire
- Paul Amiot som Lambert
- Camille Bert som Branchu
- Charles Dullin som Bertrand
- Henri Debain som James Janvier
- Jacques Roussel som Henri